# Trafficanti
Trafficanti (War Dogs) è un film del 2016 diretto da Todd Phillips e interpretato da Jonah Hill e Miles Teller.

## Trama
Nel 2005 David Packouz è un massaggiatore che vive a Miami, in Florida, con la sua ragazza Iz. Spende i suoi risparmi di una vita in lenzuola di alta qualità con l'idea di rivenderle a case di riposo, ma l’idea si rivela un fallimento. A un funerale, incontra casualmente il suo vecchio amico Efraim Diveroli (che gli rivelerà, subito dopo, di essere tornato a Miami di proposito per rincontrarlo), il quale ha fondato la compagnia AEY, cioè vende armi al governo degli Stati Uniti per la guerra in corso in Iraq. Iz informa David che è incinta ed Efraim gli offre un lavoro presso AEY; anche se David e Iz si oppongono con veemenza alla guerra, David si unisce a AEY, mentendo a Iz.
Efraim spiega che gli ordini di equipaggiamenti militari sono pubblicati su un sito web pubblico e il loro compito è fare offerte per piccoli ordini che vengono ignorati dai grandi appaltatori ma che valgono comunque migliaia di dollari. L'uomo d'affari locale Ralph Slutzky fornisce loro finanziamenti, con la falsa convinzione che AEY venda solo armi per proteggere Israele. David ed Efraim firmano un contratto per la fornitura di diverse migliaia di Beretta alla polizia irachena a Baghdad, ma un successivo embargo italiano blocca la spedizione. La mancata consegna del carico come promesso significherebbe che AEY entrerebbe nella lista nera per eventuali contratti futuri. Nel frattempo, Iz scopre la vera natura degli affari di David e, seppur contrariata, accetta le scelte del compagno.
David ed Efraim volano in Giordania, dove sono riusciti a far arrivare le pistole Beretta, e corrompendo la gente del posto liberano la spedizione e la trasportano con un camion fino in Iraq, aiutati da Marlboro, un contrabbandiere locale. Il trio guida attraverso la notte, corrompendo una pattuglia di frontiera ed eludendo gli insorti armati, e arriva alla base militare, dove il Capitano americano Santos è colpito dalla loro professionalità e dal loro impegno; i due sono pagati profumatamente.
AEY inizia ad assicurarsi accordi più grandi e più redditizi, espandendo le sue operazioni; mentre David si gode la nascita della figlia, Ella, Efraim diventa più instabile e inaffidabile. La compagnia ha la possibilità di competere per "L'accordo afghano", il più grande di sempre: il governo degli Stati Uniti invia un enorme ordine del valore di 300 milioni di dollari, che include 100 milioni di munizioni AK-47. A Las Vegas il duo incontra casualmente il leggendario commerciante di armi Henry Girard, che ha accesso a enormi depositi di armi inutilizzati in Albania. Potendo disporre di questi arsenali, nei quali sono presenti oltre 100 milioni di colpi di munizioni AK-47, in conformità con i trattati della NATO e impossibilitato a trattare direttamente con gli Stati Uniti, Girard si offre di concludere l'accordo tramite AEY. Efraim è d'accordo, mentre David è inizialmente a disagio dovendo lavorare con un uomo in una lista di controllo terrorista.
I due vanno in Albania per testare le munizioni e dopo alcuni mesi vincono il contratto col governo. Iz, scoperto del viaggio in Iraq e frustrata dalle continue bugie di David, parte per vivere con sua madre. David ritorna in Albania ma scopre che praticamente tutti i proiettili sono di fabbricazione cinese e quindi illegali a causa di un embargo statunitense; per nasconderlo, Efraim ha l'idea di riconfezionare le munizioni in scatole anonime, risparmiando inoltre sulla spese per il trasporto, in quanto più leggere. Le spedizioni dei proiettili procedono, ma in seguito, apprendendo che Henry li ha fregati sia sulla provenienza dei proiettili che sul costo, Efraim propone di ritirare l'accordo, ignorando le proteste di David e distruggendo l'unica copia del suo accordo di collaborazione con David. Henry si vendica rapendo, picchiando e minacciando David. David scopre inoltre che Efraim non ha mai pagato a Enver, l'albanese che gestisce il riconfezionamento dei proiettili, la (per loro misera) cifra di 100000 $.
Di ritorno a Miami, David lascia AEY e chiede i soldi che gli spettano, ma Efraim rifiuta. David torna a lavorare come massaggiatore e convince Iz a tornare con lui, dicendole tutta la verità su AEY. Settimane dopo, Efraim e Ralph offrono a David un pacchetto minimo di separazione che David rifiuta e contrattacca minacciando Efraim con prove dei suoi falsi documenti commerciali. Poco dopo, David ed Efraim vengono arrestati dall'FBI, contattata da un dispiaciuto Enver. L'FBI aveva precedentemente arrestato Ralph, che durante l'incontro con i due ex-soci indossava un microfono. Efraim è condannato a quattro anni di carcere per svariati complotti e crimini di frode, mentre David sconta sette mesi agli arresti domiciliari per la sua collaborazione.
Mesi dopo, David incontra Henry, il quale si scusa per averlo rapito in Albania e lo ringrazia per non averlo menzionato all'FBI. David chiede a Henry tutti i dettagli della loro collaborazione, ma Henry gli offre una valigetta di denaro asserendo "niente più domande".

## Produzione
Ispirato a fatti realmente accaduti, la sceneggiatura è basata su un articolo scritto da Guy Lawson per Rolling Stone e successivamente pubblicato in un libro intitolato Arms and the Dudes. Il film segue due trafficanti di armi, David Packouz e Efraim Diveroli, che ottengono un contratto governativo per la fornitura di armi per le truppe statunitensi in Iraq.

## Distribuzione
Il film è stato distribuito nelle sale cinematografiche statunitensi a partire dal 19 agosto 2016, mentre in Italia dal 15 settembre 2016.

## Riconoscimenti
- 2017 - Golden Globe
  - Candidatura per migliore attore in un film commedia o musicale a Jonah Hill

## Curiosità
- In una delle scene iniziali del film compare in un cameo come cantante, nella casa di riposo, il vero David Packouz.
- La locandina del film è un omaggio a quella di Scarface di Brian De Palma.